# Helen Schüngel-Straumann
Helen Schüngel-Straumann (* 5. Mai 1940 in St. Gallen) ist eine römisch-katholische Theologin.

## Jugend und Ausbildung
Helen Schüngel-Straumann ist in einer katholischen Familie aufgewachsen. Da ihr Vater Zollbeamter war, wuchs sie in fünf verschiedenen Schweizer Kantonen auf und besuchte während ihrer Berufstätigkeit in Zürich das Abendgymnasium. 1960 konnte sie ihr Theologiestudium in Tübingen beginnen. Nach weiteren Studien am Institut Catholique de Paris und der Katholisch-Theologischen Fakultät der Universität Bonn promovierte sie 1969 – nach Aufhebung der sogenannten „Weiheklausel“ – als erste Laiin in katholischer Theologie (Altes Testament). 1975 erhielt sie eine akademische Ratsstelle an der Pädagogischen Hochschule Bonn, später war sie an der Universität Köln tätig.

## Engagement für Frauen
Seit den 70er Jahren beschäftigt sie die Situation von Frauen in der Kirche und Theologie immer stärker; sie gehört zu der Generation von Theologinnen, die bei den verschiedenen Treffen und Gründungen feministischer Theologie von Anfang an dabei waren. 1987 wurde sie auf einen Lehrstuhl für Biblische Theologie an der Universität Kassel berufen. Seit den 80er Jahren nahm sie teil an zahlreichen Tagungen und hielt Vorträge zu feministischer Exegese in Deutschland, Österreich und der Schweiz. Sie ist Mitglied mehrerer exegetischer Vereinigungen: der Society of Biblical Literature, der International Organization for the Study of the Old Testament (IOSOT) und vor allem auch der Europäischen Gesellschaft für theologische Forschung von Frauen, deren Präsidentin sie 1995 bis 1997 war.

## Standpunkte

### Maria Magdalena
Bis vor wenigen Jahrzehnten habe es nach Schüngel-Straumanns Aussage im Interesse der Mehrzahl der Männer gestanden, die Frauen dienstbereit und für ihre Zwecke untergeordnet zu halten. Im Laufe der ersten Jahrhunderte Christentumsgeschichte wurden ihrer Auslegung zufolge die Texte des Neuen Testaments patriarchalisch. In der Anfangszeit des Christentums habe es führende Frauen als Jüngerinnen und Apostelinnen wie Maria Magdalena gegeben.
Das Neue Testament sei von Generationen von Männern geprägt, ausgewählt und zum Teil zusammengestrichen worden. Maria Magdalena (Maria war im Neuen Testament der häufigste Frauenname) sei in allen vier Evangelien die weibliche Hauptperson in der Ostergeschichte gewesen. In Mt 28  sowie Joh 20  war sie die erste, der der auferstandene Jesus erschien und die die anderen Jünger beauftragte, die Osterbotschaft zu verkünden.
Die altkirchliche Tradition hat Maria Magdalena „Apostola apostolorum“ genannt, Apostelin der Apostel. Gemäß der Definition des Paulus in 1 Kor 15,1–11  könne nach Schüngel-Straumann nur jemand, der Jesus begegnet ist, einen Verkündigungsauftrag erhalten und diesen Titel beanspruchen.

## Zitate
- Nicht nur der Mann ist „Abbild Gottes“ – wie Paulus zugeschrieben wird (1 Kor 11 EU). Im Buch Genesis (Gen 1,27 EU) ist nachzulesen, dass Gott den Menschen nach seinem Bild als Mann und Frau erschuf.[5]
- Bei der Gleichstellung von Frauen in allen Bereichen geht es nämlich nicht um ein Frauenproblem und nicht um ein Randproblem. Vielmehr bin ich der Ansicht, dass bei allen aktuellen Weltproblemen, sei es Gewalt, Terror, Krieg (aber auch die so aktuell verhandelten Umweltprobleme wie Erderwärmung, Luftverschmutzung, Energien usw.), dass bei all diesen Problemen die Unterdrückung bzw. Benachteiligung von Frauen eine zentrale Rolle spielt.[6]
- Wenn sich das Bewusstsein von Männern nicht ändert, sie nicht bereit sind, ihre Macht in allen Bereichen zu teilen, wird es weder in der Welt noch in der Kirche eine lebenswerte Zukunft geben.[6]
- Denn die Abwertung der Frau in der Frage der Gottebenbildlichkeit, und die Ableitung der Unterordnung der Frau aus der sog. Schöpfungsordnung hat bis heute Konsequenzen: Weil die Frau zur Unterordnung bestimmt ist qua Schöpfungsordnung, kann sie nicht dazu taugen, ein Amt zu übernehmen, das explizit zu Führungsaufgaben führt. So argumentiert Thomas von Aquin. […] Dass Thomas mit einem Menschenbild arbeitete, das biologisch nicht stimmt, kann man ihm nicht vorwerfen. Dass man aber 800 Jahre später die Folgerungen für die Frau, die daraus gezogen wurden, noch immer nicht berichtigt hat, ist unverzeihlich![6]

## Schriften (Auswahl)
Mehrere Werke wurden in andere Sprachen übersetzt.
- Tod und Leben in der Gesetzesliteratur des Pentateuch: Unter besonderen Berücksichtigung der Terminologie von „töten“; Kath.-theol. Fakultät Bonn 1968
- Gottesbild und Kultkritik vorexilischer Propheten; KBW, Stuttgart 1972, ISBN 3-460-03601-X
- Israel, und die andern?: Zefanja, Nahum, Habakuk, Obadja, Jona; Katholisches Bibelwerk, Stuttgart 1975, ISBN 3-460-05151-5
- Der Dekalog – Gottes Gebote? (SBS 67); KBW, Stuttgart 1980, ISBN 3-460-03671-0
- Rûah bewegt die Welt. Gottes schöpferische Lebenskraft in der Krisenzeit des Exils (SBS 151); Kath. Bibelwerk, Stuttgart 1992, ISBN 3-460-04511-6
- Theologie zwischen Zeiten und Kontinenten: für Elisabeth Gössmann; mit Theodor Schneider (Hg.), Freiburg 1993; ISBN 978-3-4512-3211-4
- Denn Gott bin ich, und kein Mann. Gottesbilder im Ersten Testament – feministisch betrachtet; Matthias-Grünewald, Mainz 1996, ISBN 978-3-7867-1904-5
- Die Frau am Anfang – Eva und die Folgen; Lit, Münster 1999, ISBN 978-3-8258-3525-5
- Das Buch Tobit; Herder, Freiburg 2000; ISBN 978-3-451-26819-9
- Wörterbuch der Feministischen Theologie (WFT); Gütersloh 1991, 2. Aufl. 2002, Mitherausgeberin; ISBN 978-3-579-00285-9
- Anfänge feministischer Exegese: gesammelte Beiträge, mit einem orientierenden Nachwort und einer Auswahlbibliographie; Lit, Münster 2002, ISBN 978-3-8258-5753-0
- Die Frage der Gottebenbildlichkeit der Frau; in Manfred Oeming, Gerd Theissen: Theologie des Alten Testaments aus der Perspektive von Frauen, Lit, Münster 2003, 63–76, ISBN 978-3-825-86386-9
- Eva, die Frau am Anfang; in: Geschlechterstreit am Beginn der europäischen Moderne; (Gisela Engel Hg. u. a.), Königstein Taunus 2004, 28–37, ISBN 3-89741-170-9,
- Zwei weibliche Gegensatzpaare: Ester und Waschti – Lilit und Eva, in: Das Manna fällt auch heute noch. Beiträge zur Geschichte und Theologie des Alten, Ersten Testaments; (Frank-Lothar Hossfeld/Ludger Schwienhorst-Schönberger Hg.), Festschrift für Erich Zenger, Herder Freiburg 2004, 511–531, ISBN 3-451-28319-0
- Heiliger Geist/Pneumatologie; A. Biblisch, in: Neues Handbuch theologischer Grundbegriffe Bd. 2 (Hg. Peter Eicher), München 2005, 103–108, ISBN 3-466-20456-9
- Antike Weichenstellungen für eine genderungleiche Rezeption des sogenannten Sündenfalls, in: Hat das Böse ein Geschlecht? (Hg. Helga Kuhlmann/Stefanie Schäfer Bossert); Stuttgart 2006, 162–169, ISBN 3-17-019017-2
- „Gott bin ich, kein Mann“: Beiträge zur Hermeneutik der biblischen Gottesrede; Schöningh, Paderborn 2006, ISBN 3-506-71385-X
- Der Teufel blieb männlich. Kritische Diskussion zur „Bibel in gerechter Sprache“, Feministische, historische und systematische Beiträge; Neukirchen, 2007, (Mitherausgeberin), ISBN 978-3-7887-2271-5
- Zu Entstehung und zur Geschichte der ESWTR – mit Bildern in: Theologie von Frauen für Frauen? Chancen und Probleme der Rückbindung feministischer Theologie an die Praxis, Beiträge zum Internationalen Kongress anlässlich des zwanzigjährigen Gründungsjubiläums der Europäischen Gesellschaft für theologische Forschung von Frauen (ESWTR) (Irmtraud Fischer Hg.), 86–101, Münster 2007, ISBN 3-8258-0278-7
- Was hat Feministische Theologie für Kirche und Gesellschaft erbracht? In: Theologie von Frauen für Frauen? (s. o.) 227–260
- Meine Wege und Umwege: Eine feministische Theologin unterwegs (Autobiografie); Schöningh, München 2011, ISBN 978-3-506-77196-4
- Eva. Die erste Frau der Bibel: Ursache allen Übels? Ferdinand Schöningh, Paderborn 2014, ISBN 978-3-506-77793-5

### Festschrift
- «Gott bin ich, kein Mann»: Beiträge zur Hermeneutik der biblischen Gottesrede; Festschrift für Helen Schüngel-Straumann zum 65. Geburtstag / Ilona Riedel-Spangenberger/Erich Zenger (Hrsg.); Schönigh, München 2006, ISBN 3-506-71385-X